# Khởi đầu mới là trở về nhà
Khởi đầu mới là trở về nhà (Nhật: リスタートはただいまのあとで Hepburn: Risutāto wa Tadaima no Ato de) là một bộ manga nổi tiếng của Nhật Bản do Cocomi viết và minh họa. Bộ truyện được đăng tải dài hạn trên tạp chí anime Canna từ năm 2016 đến năm 2018. Bộ manga tiếp nối phần tiếp theo có độ dài một tập  là Risutāto wa Onaka o Sukasete (リスタートはおなかをすかせて). Ngày 4 tháng 9 năm 2020 bộ manga đã chuyển thể thành phim live-action.

## Tóm tắt
Sinh ra và lớn lên ở vùng quê nghèo hẻo lánh, Kozuka Mitsuomi sau đó đã lên Tokyo học cấp ba và làm việc tại nơi đây. Tuy nhiên cuộc sống đô thị chẳng dễ dàng chút nào. Cậu bị đuổi việc và đành quay trở về quê hương sau 10 năm xa cách. Mười năm, làng quê của cậu vẫn như xưa, thứ duy nhất thay đổi chính là cuộc gặp gỡ với Yamato, cậu bạn đồng niên và là con nuôi của ông Kumai hàng xóm.

## Phương tiện

### Manga
Khởi đầu mới là trở về nhà được viết và minh họa bởi Cocomi. Ban đầu bộ manga được xuất bản dưới dạng một truyện ngắn trong vol. 51 của tuyển tập manga bán nguyệt san bởi nhà xuất bản Canna, được phát hành vào ngày 22 tháng 12 năm 2016. Bộ manga vẫn tiếp tục là truyện ngắn từ vol. 53 của nhà xuất bản Canna, được phát hành vào ngày 21 tháng 4 năm 2017, bộ manga được đăng tải ở vol. 69 của nhà xuất bản Canna, phát hành vào ngày 28 tháng 8 năm 2018. Các chương sau đó được phát hành thành một tập liên kết bởi nhà xuất bản France Shoin dưới dấu ấn của Canna Comics.
Sau sự ra mắt của loạt phim, phần tiếp theo của bộ manga có tựa đề là Khởi đầu mới là bữa cơm nhà bắt đầu được đăng tải ở Canna, từ vol. 69. Câu chuyện của bộ manga xảy ra 4 năm sau các sự kiện của Khởi đầu mới là trở về nhà. Câu chuyện xảy ra 4 năm sau sự kiện của Khởi đầu mới là trở về nhà.
Vào ngày 21 tháng 5 năm 2021, nhà xuất bản Seven Seas Entertainment thông báo mua bản quyền cả hai bộ manga với tên tiếng Anh là Restart After Coming Back Home và Restart After Growing Hungry và phát hành tại Bắc Mỹ. Vào năm 2021, nhà xuất bản Amak Books thông báo mua bản quyền Khởi đầu mới là trở về nhà và phát hành tại Việt Nam.
| # | Nhan đề                                                                                 | Phát hành Tiếng Nhật                  | Phát hành Tiếng Việt                   |
| - | --------------------------------------------------------------------------------------- | ------------------------------------- | -------------------------------------- |
| 1 | Khởi đầu mới là trở về nhà Risutāto wa Tadaima no Ato de (リスタートはただいまのあとで) | 28 tháng 1 năm 2019 978-4-8296-8616-4 | 12 tháng 10 năm 2021 978-604-33-9030-8 |
| 2 | Khởi đầu mới là bữa cơm nhà Risutāto wa Onaka o Sukasete (リスタートはおなかをすかせて) | 28 tháng 8 năm 2020 978-4-8296-8639-3 | —                                      |

### Phim
Một bộ phim chuyển thể live-action được công bố vào tháng 4 năm 2020, với sự tham gia của Furukawa Yuki trong vai Kozuka Mitsuomi và Ryusei Ryo trong vai Yamato. Phim sẽ ra mắt rạp vào ngày 4 tháng 9 năm 2020. Phim do Inoue Ryuta đạo diễn và Sato Kumiko làm đạo diễn kịch bản. Phim cũng có sự góp mặt của các diễn viên phụ là Murakawa Eri, Sano Gaku, Nakajima Hiroko, Hotaru Yukijirō, Komoto Masahiro, và Miura Rena.